# المجزاع الغربي (المضاربة والعارة)

تعديل مصدري - تعديل

المجزاع الغربي هي إحدى قرى عزلة المضاربة بمديرية المضاربة والعارة التابعة لمحافظة لحج، بلغ تعداد سكانها 247 نسمة حسب تعداد اليمن لعام 2004.